# Stormshield
Stormshield est un éditeur français de logiciels spécialisés en sécurité informatique, développant des pare-feux permettant la protection des réseaux, de chiffrement pour la sécurité des données et de sécurité locale pour les postes de travail. Ses technologies ont reçu les agréments de l'ANSSI, de l'Union européenne et de l'OTAN.

## Historique

### Netasq
Netasq est fondée en 1998 au parc scientifique de la Haute Borne, à Villeneuve-d'Ascq dans le département du Nord. Cette société commercialise le premier pare-feu avec système de prévention d'intrusion intégré.

### Arkoon
Créée à Lyon en 2000, Arkoon est une entreprise proposant du matériel et des logiciels de sécurité informatique. Elle est notamment connue pour avoir développé l'appliance UTM FAST360, une solution d'unified threat management (en français : gestion unifiée des menaces), un pare-feu réseau plus poussé que les pare-feux traditionnels. Elle fait son entrée en bourse en 2007 sur Alternext, une plateforme de négociation d'Euronext adaptée aux petites et moyennes entreprises.
En 2009, Arkoon acquiert la société SkyRecon Systems et son produit Stormshield, une solution de protection des postes de travail et serveurs informatiques. Cette acquisition se fait dans le prolongement du rachat opéré quatre ans plus tôt de MSI, une entreprise spécialisée dans la cryptographie et de chiffrement de données, pour proposer un produit nommé Stormshield Endpoint Security. Ce logiciel a notamment pour objectif de répondre aux sujets de perte de données via des systèmes de Data Loss Prevention.

### Acquisition et fusion des deux entités
Arkoon et Netasq sont acquises respectivement en 2012 et 2013 par Airbus CyberSecurity, alors nommée Cassidian CyberSecurity et filiale du constructeur aéronautique EADS, qui deviendra Airbus. Les deux entreprises fusionnent en 2014 pour créer Stormshield, qui reprend le nom de la solution d'Arkoon et qui deviendra le leader européen des pare-feux. Cette année-là, l'entreprise développe de nouvelles gammes de produits orientés sur la protection des postes de travail et celle des données, en plus de son métier historique de protection des réseaux.
Par la suite, Stormshield signe des partenariats pour développer des produits intégrant sécurité matérielle et logicielle. C'est par exemple le cas avec Gemalto, avec l'annonce en 2016 une technologie qui sécurise les connexions afin que tous les terminaux mobiles d'une entreprise puissent échanger facilement des données. Stormshield lance également le premier pare-feu industriel en partenariat avec Schneider Electric.
Stormshield compte 330 salariés en 2021. Si son marché historique est celui des organisations gouvernementales et des opérateurs d'importance vitale, il s'est progressivement ouvert aux multinationales et aux petites et moyennes entreprises.
L'entreprise subit en 2021 une exfiltration de données présentes sur son portail de support client ainsi qu'une partie du code source des produits.

## Produits
Les solutions de Stormshield se concentrent sur l'anticipation des menaces de piratage informatique et l'adaptation aux évolutions techniques rapides dans ce domaine, dues notamment à la structuration des réseaux de hackers en crime organisé aux moyens matériels et financiers conséquents et parfois soutenus par des États. C'est l'une des raisons pour lesquelles Stormshield conserve l’intégralité du développement de ses produits en Europe.
Stormshield possède trois gammes de produits logiciels : Stormshield Network Security, destinée à la protection des réseaux, Stormshield Endpoint Security pour la protection des postes de travail et Stormshield Data Security pour la protection des données. Ces technologies ont reçu les visas de sécurité délivrés par l’Agence nationale de la sécurité des systèmes d'information (ANSSI). Elles ont également reçu les agréments de l'Union européenne et de l'OTAN.

## Partenariats dans l'enseignement supérieur
Stormshield a créé une académie de formation à travers laquelle elle contribue aux programmes sur la cybersécurité d'environ 250 écoles et universités en France et à l'étranger, en fournissant ressources pédagogiques et certifications aux professeurs. Elle a ainsi noué des partenariats avec des écoles d'ingénieurs publiques comme l'École polytechnique universitaire de Montpellier ou avec des écoles d'informatique privées,.
Cette initiative permet à l'entreprise de former des enseignants, de dispenser des formations certifiantes aux étudiants et de répondre à l'augmentation des besoins en compétences spécialisées en sécurité informatique. Certaines des certifications de Stormshield bénéficient du label SecNumedu, qui répond aux critères de l'Agence nationale de la sécurité des systèmes d'information.